# 水素化トリエチルホウ素リチウム
水素化トリエチルホウ素リチウム（すいそかトリエチルホウそリチウム、lithium triethylborohydride, LiTEBH）とは有機金属化合物の一種で、ヒドリド還元に用いられる試薬。Super-Hydride（スーパーヒドリド）の商標のもとに THF溶液が市販されている、求核性や選択性が極めて強いヒドリド化剤。
LiTEBH の反応形式は水素化ホウ素リチウム (LiBH4) 水素化アルミニウムリチウム (LiAlH4, LAH) に似るが、求核性はそれらよりもはるかに上回る。

## 歴史
水素化リチウム (LiH) や水素化ナトリウム (NaH) とトリアルキルボラン (R3B) が結びついた LiTEBH などの化合物は、シカゴ大学のH. C. ブラウンと H. I. シュレジンジャーにより、戦時の研究 (War Research) が 1942-45年の期間に行われた中で発見された。

## 調製
LiTEBH は、THF中において水素化リチウムとトリエチルボランとを反応させるとほぼ定量的に生成する。
{\displaystyle {\ce {LiH\ + B(C2H5)3 -> LiBH(C2H5)3}}}
得られた溶液を濾過して過剰の水素化リチウムを除くと、清澄な溶液が得られる。この THF溶液は不活性気体のもとであれば安定に保存できる。市販品が入手可能である。

## 反応

### 概要
LiTEBH は以下のような還元反応を行う。
1. アルデヒド、ケトン、エステル、カルボン酸ハロゲン化物、カルボン酸無水物をアルコールまで還元する。
2. ラクトンを開裂させジオールとする。
3. α,β-エノンに 1,4-付加してエノラートを与える。
4. 三級アミドを切断してアルコールとする。
5. 有機ハロゲン化物のハロゲン原子を水素に置き換える。

一般に、反応は速く定量的であり、基質に立体障害があっても問題としない。

### 各反応
アルデヒドとケトンは、1当量の LiTEBH によりアルコールへと還元される。この還元反応はジ-tert-ブチルケトンのようなかさ高い基質でも進行する。
{\displaystyle {\ce {R(=O)R' + LiTEBH -> RCHR'OH}}}
エステルやラクトンに 2当量の LiTEBH を加えると、それぞれ一級アルコールやジオールとなる。例えば、γ-ブチロラクトンからは 94% の収率で 1,4-ブタンジオールが得られる。
エポキシドの開環が、位置・立体選択的に起こる。立体障害が小さい方の炭素に、エポキシド酸素の反対側からSN2的にヒドリドの攻撃が起こる。例えば、1-メチル-1,2-エポキシシクロヘキサンからは、1-メチル-1-シクロヘキサノールが得られる。一方、アセタールやケタールは LiTEBH とは反応しない。
メシラートやトシラートなどのスルホン酸エステルは、LiTEBH により求核置換を受け、脱酸素的水素化した生成物を与える。
{\displaystyle {\ce {R-OS(O2)R\ + LiTEBH -> H-R}}}
三級アミドやカルバメートに LiTEBH を反応させると窒素上のアシル基が除かれて二級アミンのリチウムアミドとなる。
{\displaystyle {\ce {RR'N(C=O)R''\ + LiTEBH -> RR'NLi}}}
ピリジンやイソキノリンを水素化し、ピペリジンやテトラヒドロイソキノリンに変える。

## 使用上の注意
LiTEBH は水やアルコールや酸と激しい発熱反応を起こして可燃性の水素ガスを発生する。さらに LiTEBH の前段階のトリエチルボランは自己発火性を示す。また、LiTEBH やその溶液は目、皮膚、気道をやけどさせる。